# City-Arkaden Wuppertal
De City-Arkaden Wuppertal is een winkelcentrum in de wijk Elberfeld in de Duitse stad Wuppertal. De winkelgalerij is het vierde grootste winkelcentrum in het Bergisches Land, na het Allee Center in Remscheid, de Hofgarten in Solingen en de Wicküler City in de wijk Barmen. Het wordt beheerd door de in Hamburg gevestigde ECE Group.

## Beschrijving
In totaal telt het winkelcentrum circa 80 speciaalzaken, cafés en restaurants verdeeld over vier verdiepingen met 25.000 m² verkoopruimte, waarvan 5.000 m² voor diensten en restaurants. Er zijn in totaal 650 betaalde parkeerplaatsen beschikbaar op vier verdiepingen, en nog eens 4.000 in de directe omgeving. Bijzonder is dat drie niveaus van de Stadsarcades als brug over de vierbaans Morianstrasse zijn gebouwd.
De 80 winkels omvatten een Akzenta-supermarkt, een Camp David-winkel, een dm-drogisterij, een Douglas-parfumerie, een H&M-kledingwinkel met meerdere verdiepingen en een Thalia-boekhandel. De meest vertegenwoordigde sectoren zijn de textielhandel (34%), voedselhandel (21%) en harde goederen (16%).
Dit is een concept voor een winkelcentrum in het stadscentrum. Er werd aangevoerd dat ook het binnenstedelijk gebied profiteerde van het klantenverkeer van het winkelcentrum. Bovendien bevinden de arcades zich in een berekend verzorgingsgebied van zo’n 780.000 inwoners. Tegenwoordig bezoeken dagelijks bijna 35.000 mensen de Stadsarcades. In het winkelcentrum werken ongeveer 800 medewerkers.

## Geschiedenis
De eerste steen werd gelegd op 21 maart 2000. De City-Arkaden, gelegen aan de Alte Freiheit, werd geopend op 10 oktober 2001 en was vanaf dat moment het grootste winkelcentrum van de stad, vóór de nabijgelegen Rathaus-Galerie, die in 1994 werd geopend, en de Wicküler City, die werd omgebouwd in 1996 omgebouwd tot een winkel- en speciaalzaakcentrum. Dankzij uitbreidingen is Wicküler City nu opnieuw het grootste winkelcentrum in Wuppertal.
In februari 2012 werd bekend dat het management van ECE van plan was de verkoopoppervlakten van het centrum uit te breiden. Begin 2013 zijn plannen verschenen die voorzagen in een uitbreiding van circa 16.000 tot 20.000 m² en die een groot deel van het blok betroffen met het voormalige postgebouw en de daarvoor gelegen ruimte aan de Kolk. Omdat monumentale panden als de Kerk aan de Kolk en het Rex Theater getroffen werden door de uitbreiding, kwam het project in januari 2013 onder kritiek te staan. Het initiatief “Die Wuppertaler” werd opgericht. Ook de plaatselijke kerkgemeenschap en twee politieke partijen waren tegen het project. Het idee is sinds medio 2014 niet meer verder uitgewerkt. 

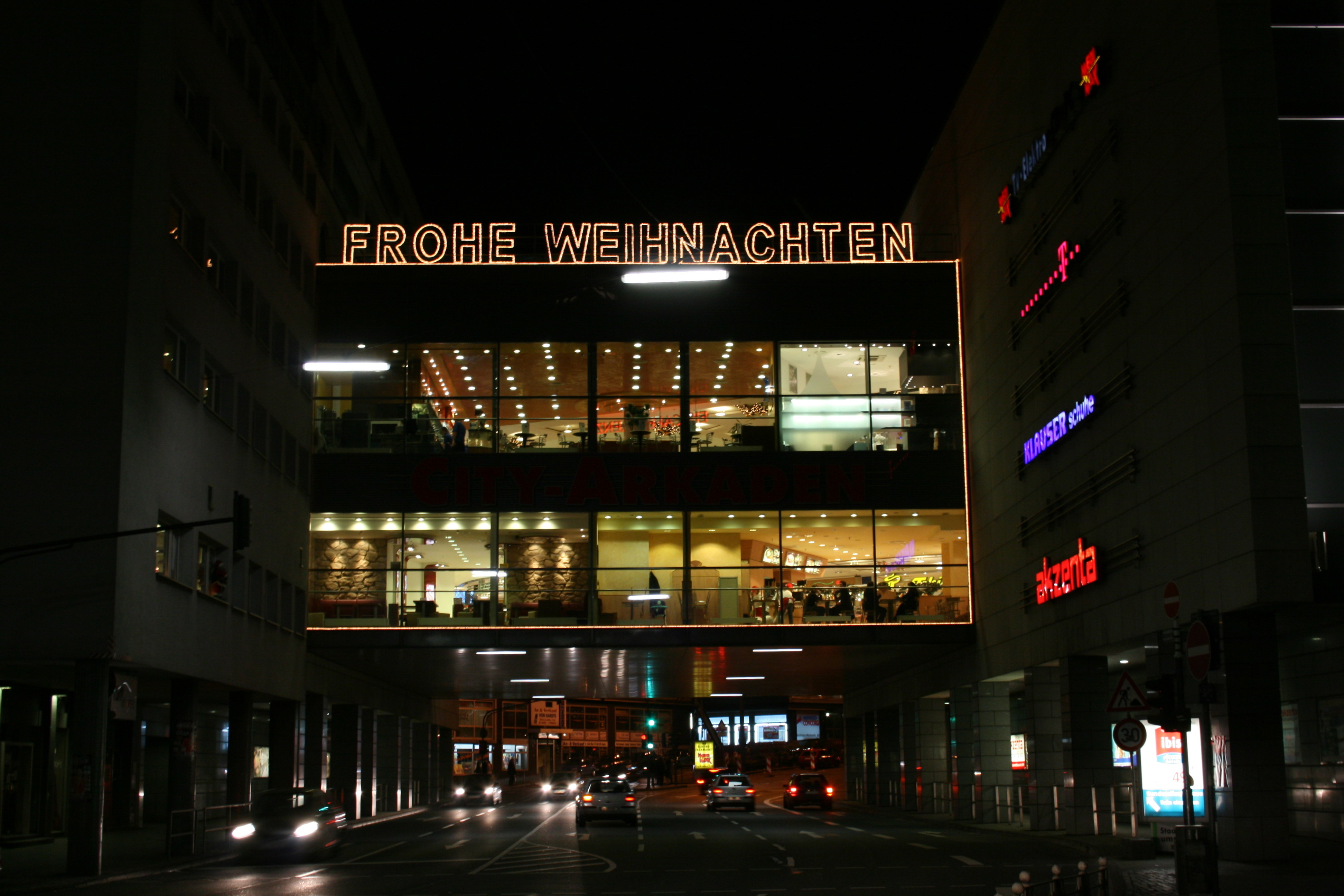
Het viaduct van twee verdiepingen over de Morianstrasse 's nachts
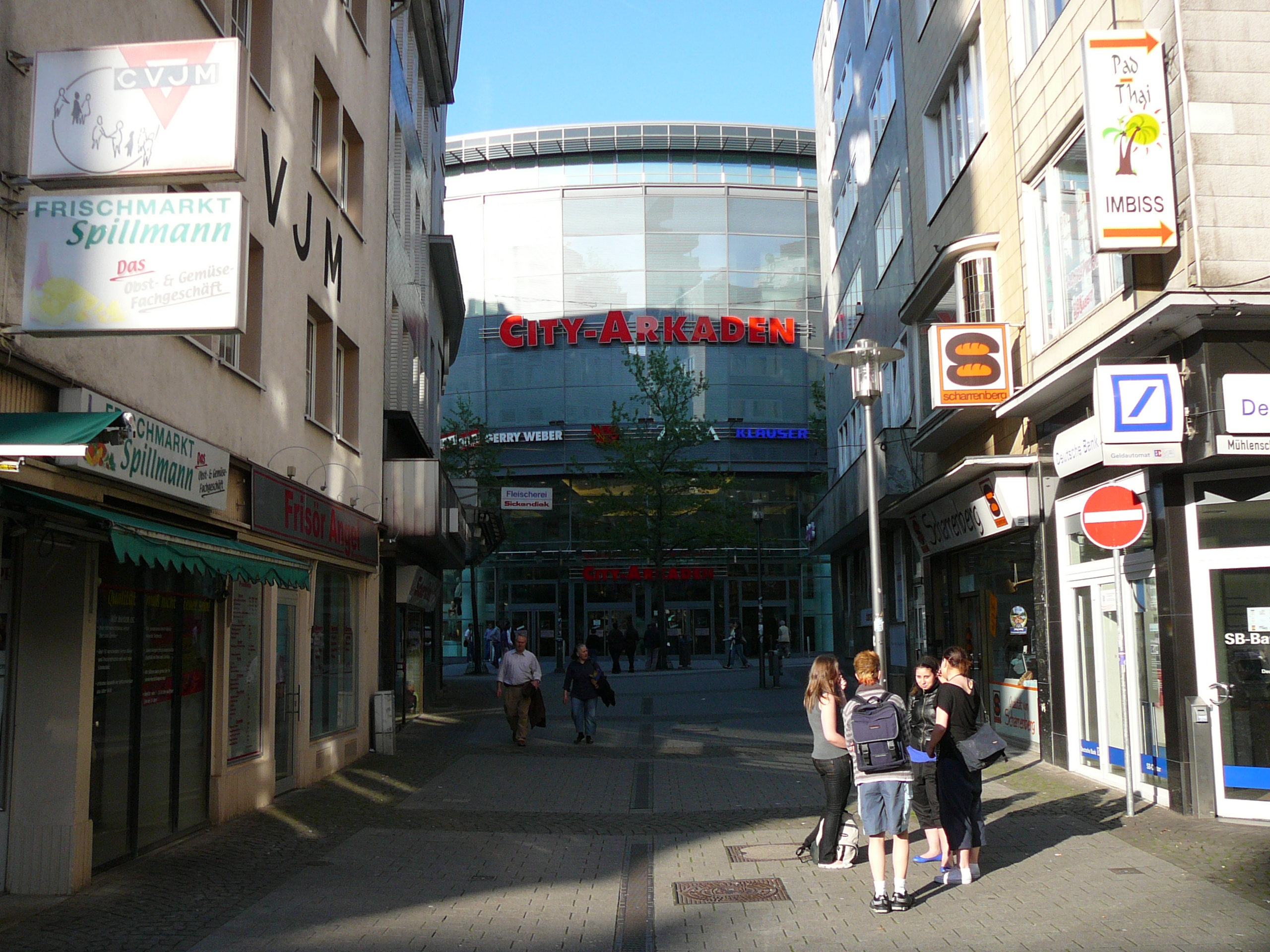
Uitzicht vanaf de Calvinstrasse naar de hoofdingang
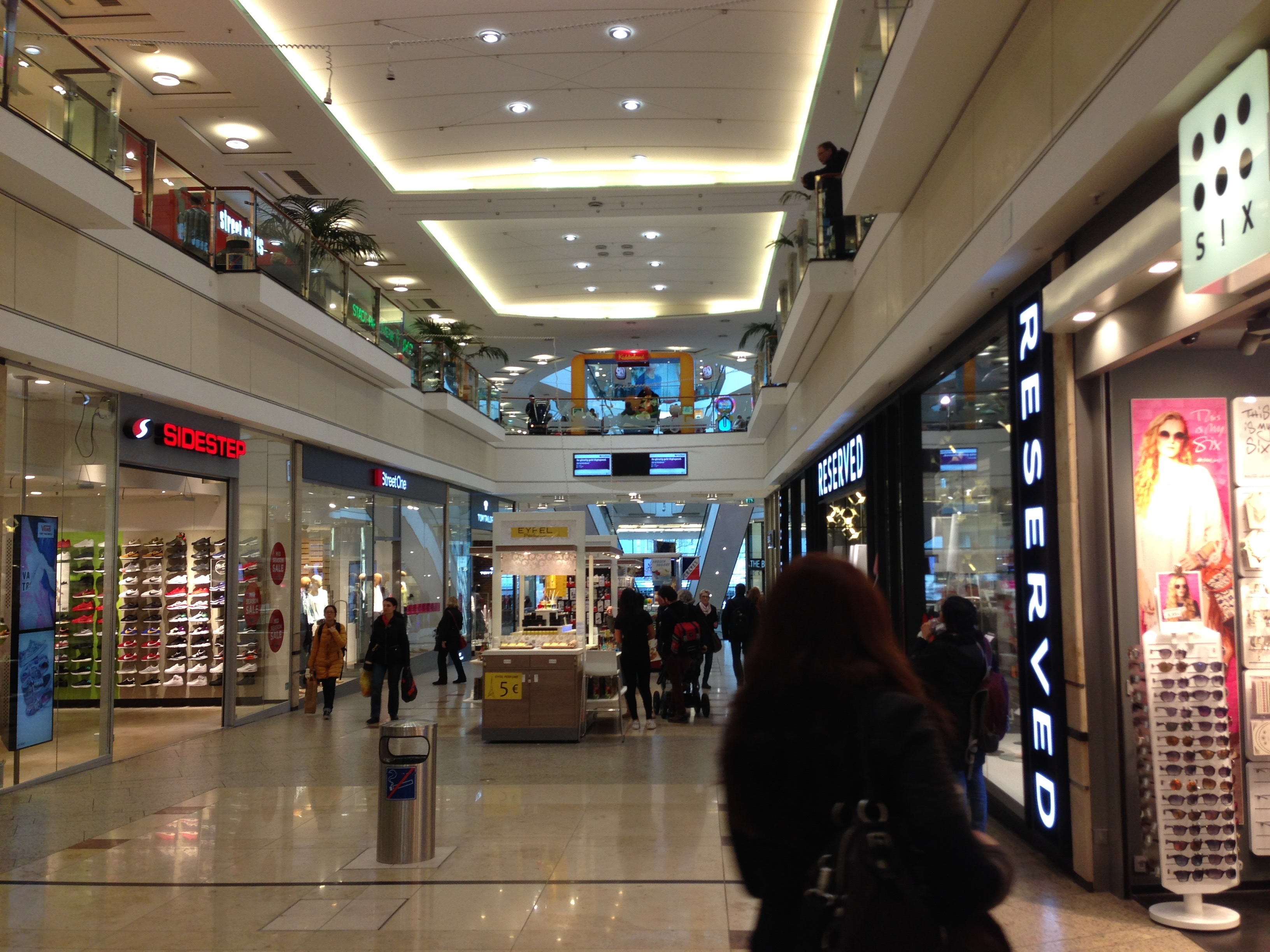
De tweede verdieping van de Stadsarcades